# Actinote pallescens
Actinote pallescens är en fjärilsart som beskrevs av Jordan 1913. Actinote pallescens ingår i släktet Actinote och familjen praktfjärilar. Inga underarter finns listade i Catalogue of Life.